# Dammblomflugor
Dammblomflugor (Anasimyia) är ett släkte i familjen blomflugor.

## Kännetecken
Dammblomflugorna  är relativt små med en längd på mellan 7 och 11 millimeter för de nordiska arterna. De har grå strimmor på ryggskölden och bakkroppen är svart med artkarakteristiska gula och grå teckningar. Bakbenen är relativt kraftiga och bakskenbenen är gula med två svarta ringar. Hanen har ej sammanstötande ögon. 

## Levnadssätt
Som det svenska namnet antyder så påträffar dammblomflugorna i närheten av sjöar, dammar, myrar och liknande där också larverna utvecklas. Larverna har ett långt svansliknande andningsrör och kallas därför ofta för råttsvanslarver. De lever av mikroorganismer och håller ofta till i bladvecken på vattenväxter.

## Systematik
Släktet Anasimyia har cirka 25 arter varav tio i palearktis, tolv i Nordamerika och två i Afrikas tropiska områden. Släktet fördes tidigare till Helophilus. Släktet Lejops är närstående och många anser att dessa två släkten bör slås ihop.

### Arter i Norden
Följande fem arter förekommer i Norden och i Sverige.
| Svenskt namn            | Vetenskapligt namn | Utbredning i Sverige                                                  |
| ----------------------- | ------------------ | --------------------------------------------------------------------- |
| midjedammblomfluga      | A. contracta       | Götaland, Svealand och Norrlandskusten. Lokalt talrik.                |
| tidig dammblomfluga     | A. interpuncta     | Götaland, Svealand och Norrlandskusten. Vanligast i öster.            |
| långnosig dammblomfluga | A. lineata         | Hela Sverige utom i fjällen. Den vanligaste dammblomflugan i Sverige. |
| sen dammblomfluga       | A. lunulata        | Götaland, Svealand och Norrlandskusten. Ej allmän.                    |
| jämnbred dammblomfluga  | A. transfuga       | Götaland, Svealand och Norrlandskusten. Ej allmän.                    |